# Rose Palhares
Rose Elena Palhares (Luanda, 4 de Dezembro de 1984) é uma estilista e designer de moda com nacionalidade angolana e portuguesa.

## Biografia e carreira
Palhares é graduada em design de moda pela Universidade do Vale do Itajaí em Santa Catarina no Brasil. Em 2010 fundou a marca Kivesty, especializada em tecidos africanos, num estilo urbano, com uma linha variada de moda feminina. A grife tem uma vasta gama de peças que combinam elegância com as cores vivas dos panos africanos. Além de um grande leque de modelos, tamanhos, cores e os melhores acabamentos. A estilista apresentou as primeiras colecções em 2013. Foi a primeira designer a modernizar o panafricano. Com o aumento significativo de pedidos em poucos anos, Palhares abriu estúdio em Portugal. Ela foi convidada para ser a estilista oficial da Mastercard do Festival de Cannes, entretanto trocou o festival de cinema pelo Festival de Televisão de Monte Carlo, em Mónaco, onde apresentou para a semana a colecção em Luanda centrada na moda feminina angolana.

## Prêmios e honrarias
- 2013: Criadora do Ano pelo Moda Luanda[8][3]
- 2015: Estilista Internacional do Ano no Angola Fashion Week[8][3]
- 2016: Mulher de Mérito pelo GMA – Grupo das Mulheres Africanas[8][3]
- 2016: Designer Mais Interessante pela Revista Vogue Itália[8][3]
- 2017: Criadora do Ano pelo Moda Luanda[8][3]
- 2017: Distinguida como Diva da Moda angolana[8][3]
- 2022: Vencedora do Prémio da Lusofonia, na categoria Moda e Estilismo.[9]